# 汉堡王历史
1953年7月23日，如今全球快餐连锁店汉堡王（英文：Burger King，简称BK）的前身“快餐汉堡王（Instant Burger King）”创始于佛罗里达州杰克逊维尔。汉堡王的两位创始人兼所有者，基斯·克莱玛（Keith J. Cramer）和他的继父马修·柏恩斯（Matthew Burns）在受到麦当劳兄弟于加利福尼亚州圣贝纳迪诺所开办的麦当劳餐厅的启发后，决定结伴开一家属于自己的“麦当劳”。在购买了两款名为“Insta”的机器后，他们通过“Insta-Broiler”这款烹饪设备开设了第一家门店。Insta-Broiler烤箱非常适合用来制作汉堡，于是他们要求所有加盟连锁店都配备这一装置。1959年，由于经营不善，“快餐汉堡王”被佛罗里达州迈阿密的两位加盟商詹姆斯·麦拉摩尔（James McLamore）和大卫·艾杰顿（David R. Edgerton）收购。他们开始对连锁店进行企业重组，而第一步便是将公司更名为汉堡王。在两人将公司作为独立实体经营了8年后，他们在美国所拥有的店面数量进一步拓展到了250多家。1967年，他们将汉堡王出售给当时美国最大的谷物食品集团Pillsbury Company。
20世纪70年代末至80年代初，Pillsbury的管理层对连锁店结构进行多次重组优化。最显著的变化发生在1978年，当时汉堡王聘请了麦当劳的高管唐纳德·史密斯（Donald N. Smith）负责汉堡王的经营管理。上任后，史密斯提出一项名为“凤凰行动（Operation Phoenix）”的计划，调整公司各级业务实践，包括升级改进公司的加盟商协议、丰富菜品种类、统一公司的门店设计风格，使其品牌特征更为鲜明。起初，史密斯的措施收到明显效果，但许多措施在后续并没有继续执行，导致汉堡王陷入财政危机，还拖累了母公司Pillsbury和汉堡王的财务业绩。糟糕的经营业绩和无效的领导使该公司陷入了多年的困境，即使在1989年被英国娱乐公司大都会（Grand Metropolitan）及其继任者帝亚吉欧（Diageo）收购之后也是如此。最终，帝亚吉欧因忽视了对汉堡王品牌的经营，导致其主要的加盟商被赶出市场，汉堡王的总值大幅下降。帝亚吉欧最终决定放弃这家亏损的连锁店，并于2000年将该公司挂牌出售。
21世纪，该公司重新独立。2002年，以德州太平洋集团（TPG Capital）为首的投资公司共同出资15亿美元将汉堡王收入囊中。新的所有者迅速采取行动，振兴重组公司，最终使公司在2006年上市，首次公开募股获得巨大成功。该公司扭转连锁店经营情况的策略包括新的广告代理和广告活动、改进的菜单设置、旨在改造各个门店的一系列计划，以及一个名为“BK皇堡酒吧”的新餐厅概念的提出。这些举措使公司重焕生机。尽管新东家的举措取得成果，但在2007-2010 年金融危机的影响下，公司的财务前景受到重创，而作为竞争对手麦当劳的经营情况却一片向好。汉堡王的大额贬值最终导致TPG及其合作伙伴以32.6亿美元的价格将汉堡王出售给了巴西的3G资本。瑞士联合银行（UBS）和Stifel Nicolaus金融公司的分析师都认为，3G必须大举投资该公司，才能扭转其命运。收购完成后，3G资本股票从纽约证券交易所（New York Stock Exchange）摘牌，结束了四年的上市期。退市的目的是帮助该公司修复其基本业务结构，继续缩小与麦当劳的差距，而不需要考虑股东影响。通过调整公司的运营和结构，汉堡王重返纽交所主板公开上市交易。汉堡王最终与总部位于加拿大的一家以经营咖啡和甜甜圈出名的连锁餐饮企业蒂姆霍顿斯（Tim Hortons）合并，这在美国引发了一场关于税收倒置的政治争议。

## 历史

### 快餐汉堡王

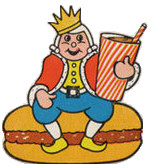
20世纪50年代至60年代的汉堡王标识

1953年，基斯·克莱玛（Keith J. Cramer）和他妻子的叔叔马修·伯恩斯（Matthew Burns）在美国佛罗里达州杰克逊维尔佛罗里达州杰克逊维尔以快餐汉堡王（Insta-Burger King）的名字创立了汉堡王。他们通过购进“Insta-Broiler”这款烹饪设备创办了第一家门店，这种设备非常适合用来制作汉堡。因此，当他们获得特许经营发展壮大时，他们要求所有的加盟连锁店都要配备这一装置。 
在汉堡王不断扩张位于杰克威尔逊的产业链的同时，毕业于康奈尔大学酒店管理学院的康奈尔大学酒店管理学院詹姆斯·麦拉摩尔（James McLamore）和大卫·艾杰顿（David R. Edgerton）正在寻找一个自己创业的机会。在参观位于加利福尼亚州圣贝纳迪诺的麦当劳兄弟（Dick and Mac McDonald）的汉堡店后，麦拉摩尔感觉到了他们极具创造力的流水线型生产系统的潜力，于是决定衍生一个类似的业务。  
麦拉摩尔和艾杰顿获得了快餐汉堡王的经营许可，并于1954年12月4日在迈阿密西北36街3090号开设了他们的第一家“汉堡王”餐厅。截止1959年，他们俩在迈阿密-戴德地区开了多家分店，汉堡业务进行得如火如荼。然而，这对合作伙伴发现，insta-broiler装置的加热元件容易因牛肉饼汁水的滴落而老化。于是两人发明了一种机械化的燃气烤架，通过在装置内以不同的方式烹饪肉饼，避免了这一问题。这款被他们命名为“火焰烤炉”的新型烹饪设备，通过加热元件上的链条传送带将肉饼在火焰上垂直移动，这种烤制肉饼的流水线设计与木炭烤架上的相似。新装置效果非常好，于是他们决定用新装置替换所有的Insta-Broilers。  

最初的快餐汉堡王在弗罗里达州迅速扩张。截止1955年，快餐汉堡王总计已有超40家门店，但很快该公司就陷入了财务困境。1959年，麦拉摩尔和艾杰顿买下了这一连锁品牌的全国经营权，并将其重新命名为迈阿密汉堡王。这家公司最终成为众所周知的汉堡王公司，并于1959年开始向美国各地的私人加盟商出售特许经营权。
除了发明该公司的标志性设备“火焰烤炉”以外，该公司还拥有了两个区别于其他快餐店的特征。1995年，吉祥物汉堡国王面世。在此后的60年里，汉堡王的主要广告都有它的身影。随后不久，该公司的招牌三明治——皇堡诞生了。1957年，詹姆斯·麦拉摩尔制作出了第一个皇堡，最初售价为37美分。  他在注意到一家竞争餐厅通过销售更大的汉堡而取得成果后，制造出了皇堡。他坚信竞争产品之所以能够成功得益于其大小，于是他想出了皇堡。之所以选择这个名字，是因为他觉得这个名字传达了“某种伟大事物的意象”。最终，汉堡王在1958年首次尝试在新媒体电视上做广告，为连锁店制作了广告。

### Phillsbury公司

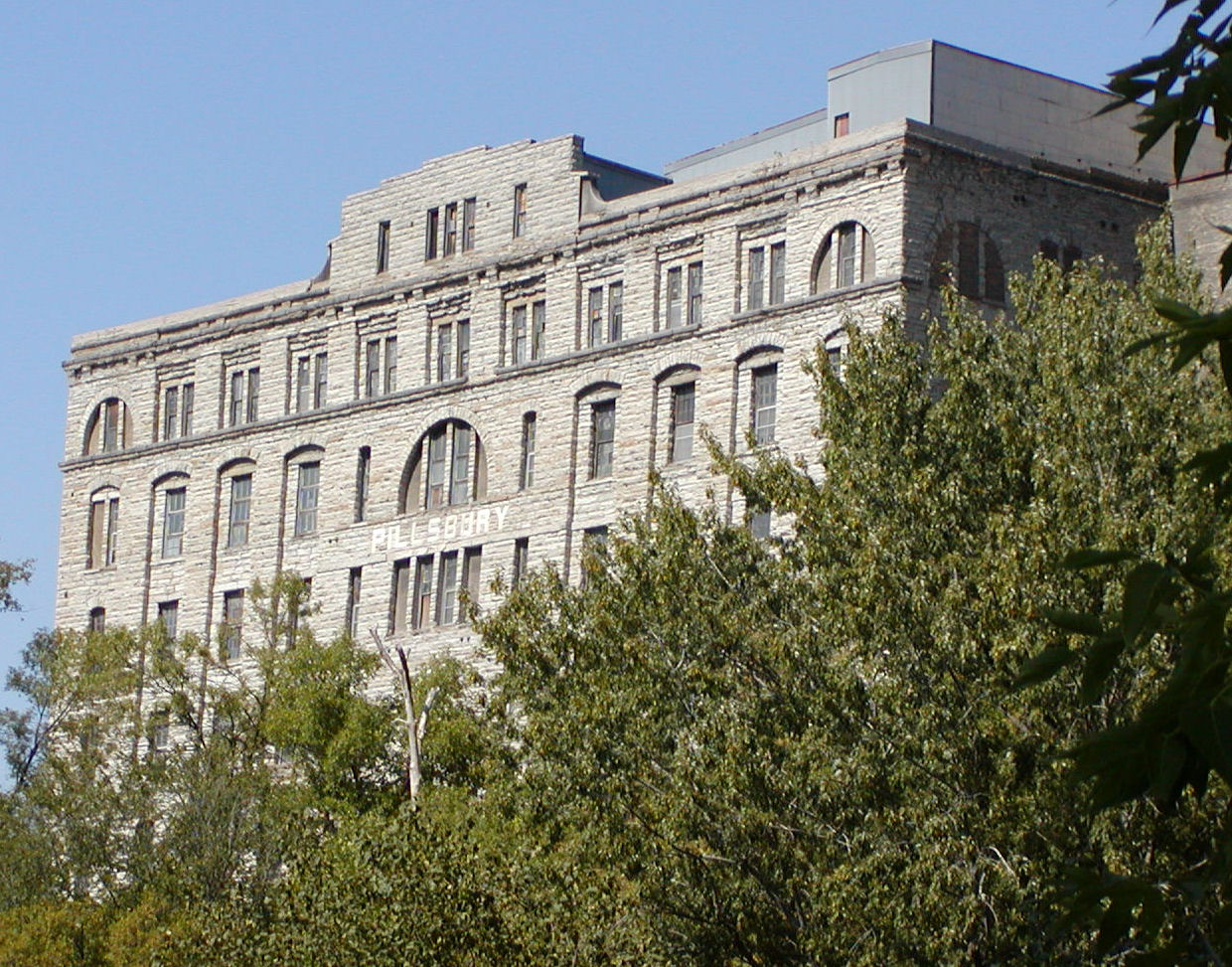
位于明尼阿波利斯的Pillsbury公司大楼之一，是该公司的主要办公楼。

1967年，Pillsbury 公司从麦拉摩尔和艾杰顿手中收购了汉堡王餐厅及其母公司，彼时汉堡王在美国已经拥有了274家餐厅，估值为1800万美元。收购后，Pillsbury面临着特许经营框架内缺乏一致性的问题。由麦拉摩尔和艾杰顿建立的汉堡王公司特许经营体系使该公司得以快速扩张，但缺乏合同约束和对特许经营的控制，导致其产品不一致，这反过来又拖累了连锁店的声誉。此外，协议赋予公司的权力太小，无法阻止其特许经营权按照自己的意愿处理业务。 
汉堡王与一家位于路易斯安那州的加盟店之间的关系可以说明其以前特许经营结构的缺陷。由比利和吉米·特罗特兄弟拥有的Chart House于1963年在该州开设了第一家汉堡王特许经营店。到1970年，特罗特兄弟的公司在全国已经发展到了350多家商店。他们拥有自己的采买体系、培训计划和检验系统。1973年，Chart House试图以1亿美元的价格从Pillsbury手中收购这家连锁店，但遭到了Pillsbury的拒绝。接着，特罗特兄弟又提出了另一项计划，要求Pillsbury和Chart House分拆各自的股份，将这两个实体合并为一家独立的合作控股公司，但Pillsbury也拒绝了这一计划。在竞标失败后，Pillsbury和特罗特兄弟之间的关系恶化了。1979年，当Chart House收购波士顿和休斯顿的几家餐厅时，汉堡王起诉出售的加盟商不尊重他们的优先购买权并胜诉，成功阻止了出售。双方最终达成和解，Chart House可以保留休斯顿的门店。 20世纪80年代初，Chart House剥离了旗下的汉堡王餐厅，专注于高端连锁店；1984年，它的汉堡王控股公司DiversiFoods最终被Pillsbury以3.9亿美元收购，并入汉堡王的运营。  

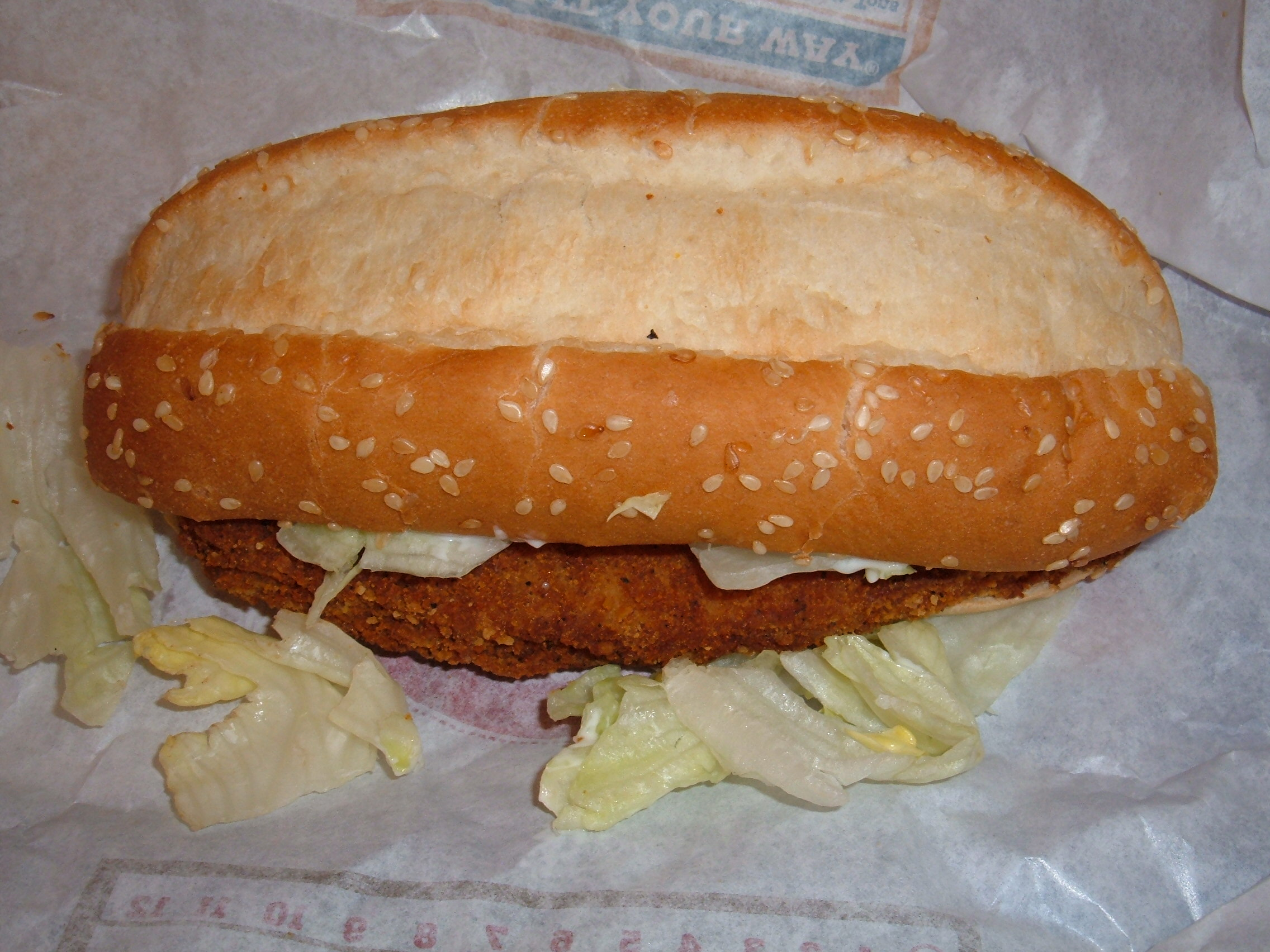
原味鸡肉三明治，是20世纪70年代唐纳德·史密斯领导下推出的产品之一

1978年，由于公司董事会一直面临着与Chart House的冲突，汉堡王聘请了麦当劳当时的高管唐纳德·史密斯（Donald N. Smith）帮助公司进行改革。史密斯开始整改今后所有的加盟协议。新老板不能住在离餐厅超过一小时车程的地方，公司不允许拥有特许经营权，特许经营人也不能再经营其他连锁店。这一新政策有效地限制了加盟商的规模，避免今后会出现比Chart House更大的加盟商挑战汉堡王的情形。 若是公司想要拥有任何新店的产业和出租给加盟商，以上协议也对此有要求。该政策将允许公司接管经营失败的门店或解雇那些不遵守公司方针和政策的店主。 除了对特许经营体系的改变，史密斯还重组了汉堡王的公司运营，以便更好地与他的前雇主以及当时前途无量的连锁店温蒂汉堡（Wendy's）竞争。1979年，为了增加产品种类，他增加了汉堡王的特色三明治系列，还增加了许多非汉堡三明治，包括新推出的鸡肉和鱼肉三明治。这条新产品线是大型快餐连锁店针对特定人群的首批尝试之一，在这种情况下，18至34岁的消费者群体可能愿意花更多的钱买质量更好的产品。 新产品大获成功，公司的销售额也增加了15%。 
1980年，史密斯离开汉堡王公司，转投软饮生产商百事可乐公司。在此之后，汉堡王公司开始出现销售全线下滑的情况。Pillsbury 负责餐厅运营的执行副总裁诺曼·布林克尔（Norman E. Brinker）被委以重任，需扭转该品牌颓势，并巩固其与主要竞争对手麦当劳的竞争地位。他的首次行动是发起一项广告计划，强调汉堡王的火炙汉堡比竞争对手的质量更佳，体积更大。该可以说是第一个由竞争对手对一个食品连锁店发起进攻的广告。在此之前，快餐广告只影射竞争的存在，但从未提及竞争者的名字，因此这一广告也引发了争议。麦当劳起诉了汉堡王，他们当时的广告代理商是智威汤逊（J. Walter Thompson）。儿童演员萨拉·米歇尔·盖勒（Sarah Michelle Gellar）也因为在这些电视广告中出镜而卷入诉讼风波。该诉讼在第二年因未公之于众的条款而达成和解。尽管存在这一争议，这个被称为“汉堡大战”的广告计划还是提高了同店销售额。布林克尔继续以执行副总裁的身份为公司工作，一直到1982年，他被提拔为Pillsbury 食品服务部门的总裁。该部门包括该公司除汉堡王之外的其他连锁店。1984年，布林克尔离开汉堡王，开始执掌总部位于达拉斯的美食汉堡连锁店奇利斯（Chili's）。
随着史密斯和布林克尔的离开，Pillsbury 对诸多公司政策的规管有所放松，同时减少了新门店的建设，这阻碍了公司的发展。由于未能贯彻这两个人在政策上所作出的改变，Pillsbury 使其自身价值贬值，因为该公司超过三分之一的销售额和三分之二的利润来自这家汉堡连锁店。当英国酒精饮料公司大都会（Grand Metropolitan PLC）对Pillsbury发起恶意收购时，该公司制定了一项计划，将这财务状况不佳的餐饮部门剥离出去，希望筹集约20亿美元的资金以击退这家不速之客。这个复杂的、可能免税的股票分割计划将导致该连锁店及其分销系统Distron在20多年来首次以一个独立的实体存在。 
Pillsbury 原本希望分拆产生的额外红利能说服股东们不要接受恶意收购。然而，尽管该计划的内容包括使加盟商拥有公司部分所有权，并在新董事会获得一个席位，该公司的加盟商还是拒绝了该计划。Pillsbury 的计划化为泡影。特许经营商代表比尔·N·波提托斯（Bill N. Pothitos）在一封写给Pillsbury董事长菲利普·L·史密斯（Phillip L. Smith）的信中表示，特许经营商们不赞成这一交易，并且是“强烈反对这一提议。反对原因有且只有一个：该交易限制了汉堡王未来竞争力的提升及其系统的再投资能力，这将危及特许经营商们的经济利益和投资回报。”1988年12月，Pillsbury提出了另一个方案，那就是将汉堡王出售给第三方。该提议获得了特许经营商们的一致好评，但从未实现。
除了特许经营商反对交易外，一系列诉讼也使这一剥离进程变得复杂。投资者向Pillsbury母公司提出了两项法律诉讼，一项在Pillsbury故乡美国明尼苏达州发起，另一项则在Pillsbury的注册地美国特拉华州发起。Pillsbury在这两处股票投标计划的合法性受到质疑。这三件事最终迫使Pillsbury放弃抵抗大都会公司的竞标，并同意于 1988 年 11 月以 57 亿美元的价格由大都会对其进行收购。 

### 大都会公司

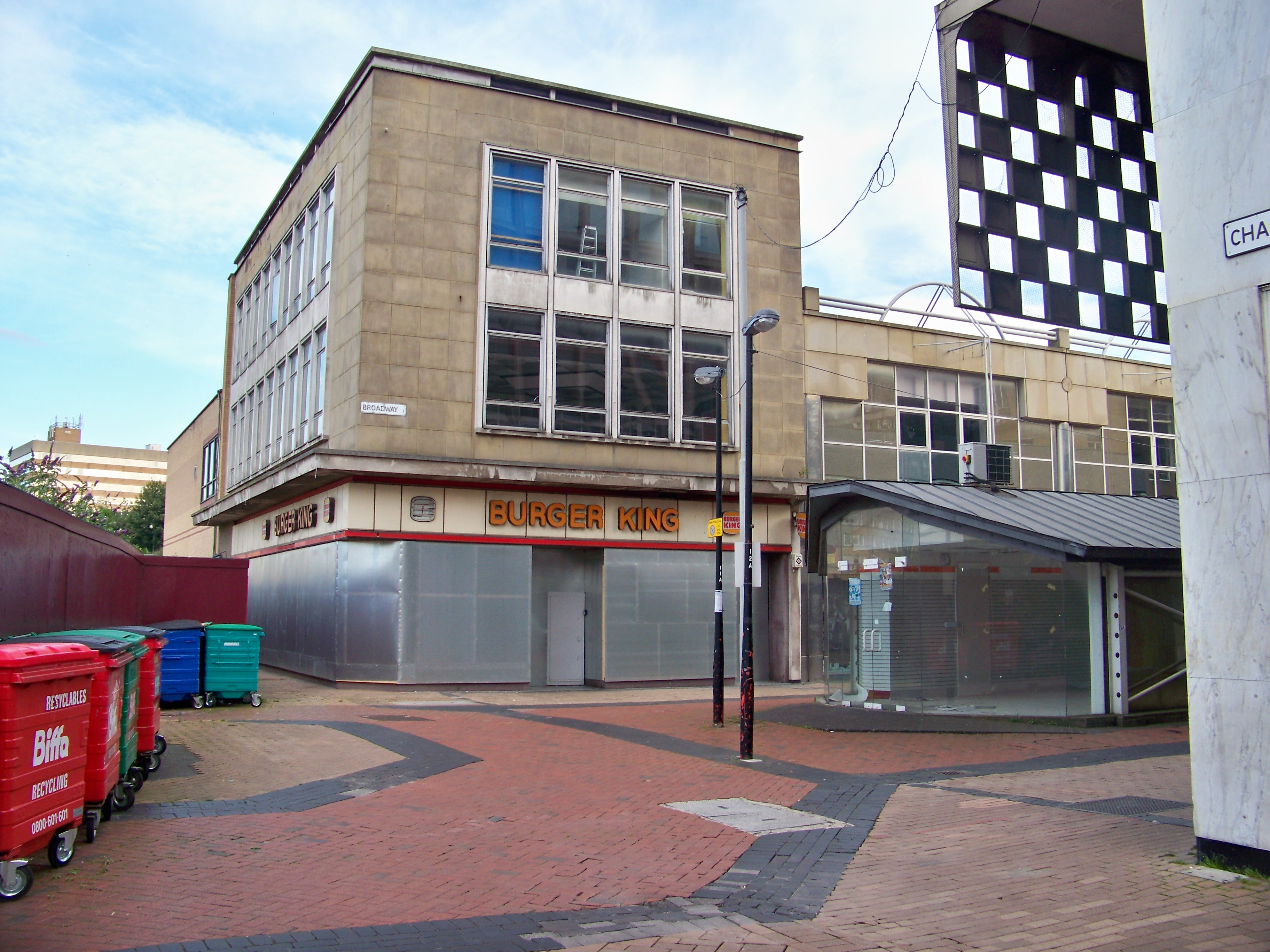
一家位于英国西约克郡布拉德福德关门倒闭的汉堡王门店

1988 年 11 月到 1989 年 1 月，大都会达成与品食乐的初步出售协议，并完成对后者的收购。在此期间大都会也开始对汉堡王戳上自己的企业标识；大都会首席执行官艾伦·谢泼德（Allen Sheppard）志在提升汉堡王的整体业绩，并提升其作为全球第二大快餐汉堡连锁店的地位。为此，他在公司启动了一项三管齐下的战略：评估运营、人事变动以及结构变革和改进，以增强公司实力。
在谢泼德看来，公司需要周密的营销计划和团结的管理团队才能取得胜利。因此，大都会开始采取行动，用自己的人选来取代原董事长兼首席执行官杰瑞·W·莱文（Jerry W. Levin），而让其零售有限公司董事长兼董事总经理巴里·J·吉本斯（Barry J. Gibbons）来担任首席执行官，大都会（美国）最高执行官伊恩·A·马丁（Ian A. Martin）则担任董事长。这些举措都在华尔街分析师和特许经营商的意料之中，因为在品食乐上任管理层于离职之际任命莱文之后，他们就一直对他持保留态度。 大都会在重组方面的首个重大举措是拆分汉堡王已”年过半百“的采购销售部Distron。由于对销售部不满意，大都会原本打算在收购后剔除该部门，但最终还是决定将其重组为两个独立的部门，一个变成汉堡王采购部，另一个则变成汉堡销售服务部。许多职位伴随重组而取消，大都会最终也裁掉了一百多名员工。  
在被收购的前五年，汉堡王推出了一系列广告计划，并任命更多营销总监。《Adweek》在1987年将此举形容为“营销考虑不周，战略全然草率”。为扭转局势，大都会于1988年12月开始重新评估这些计划的各个方面，从公司通过宣发向顾客传递的信息，到与其广告代理公司N. W. Ayer广告解除合作的可能性。经过6个月的评估，汉堡王放弃与爱尔合作，转而选择由D'Arcy Masius Benton & Bowles（DMB&B）广告负责整体计划、盛世广告（Saatchi & Saatchi）负责新产品介绍等具体计划的这样一个双向组合。大都会希望这种“双代理合作关系”能够产生协同效应，荟萃行业群英，以建立品牌标识，或建立一种如大都会发言人所说的“顾客在光顾过后能带走的——公司代表的东西……”
大都会还采取了一些措施，以扩大汉堡王的业务范围，同时扩大其在全球的影响力。大都会首先创造出“汉堡王快捷店”（the BK Expressway）的商业概念。这是一种全新的店面形式，专为那些不适用传统店面形式的经营地点设计。大都会推出了两种不同的设计模式，以在不同业务环境种运营：第一种是放在体育场和机场这种地点的售货亭式门店；第二种是内置两个得来速和一个/零个迷你餐厅的门店，这种门店为那些租金贵、空间少的经营地点而设。这两种小型新店都采用精简版菜单，并使用专为布局更紧凑的新店面设计的新设备。“汉堡王快捷店”的选址设计也考虑到要降低开设成本；因受开设快捷店所需投资与开设传统门店所需投资相比大大减少（前者约为后者的三分之一）的承诺所诱惑，特许经营商们蜂拥而至。同年8月，大都会通过收购英国联合饼干公司（United Biscuits）的旗下运营餐厅，包括拥有近400家分店的Wimpy汉堡连锁店，开始着手扩大汉堡王在欧洲的业务。在这场被大都会首席执行官谢泼德形容为“千载难逢”的收购之后，大都会开始将一些采用柜台服务系统的温皮门店转变为汉堡王门店。英国联合饼干和汉堡王的合并使大都会在英国的餐厅从约30家增加到60多家，在1990年初又增加了30家。虽然其他温皮汉堡店目前仍在运营，但它们现已独立于汉堡王，并且风光不再。
上世纪90年代，大都会将汉堡王和百事可乐签订的汽水供应合同转为和可口可乐签订。一直以来，汉堡王在美国销售的都是可口可乐公司（Coca-Cola Company）的汽水。但在1983年，百事可乐公司（PepsiCo）成功击败竞争对手可口可乐，拿下了价值4.44亿美元的饮料供应合同。尽管市场对合同前景争论不休，该合同也还是在1987年获得了续签。一份汉堡王与百事可乐之间关于加强营销和广告计划的讨好式合同也使得百事可乐甘愿继续为汉堡王提供汽水。在签订这份合同之前，百事可乐已经赞助了100多个不同的混合促销和产品搭卖活动，如在美国国庆日（Fourth of July）的促销活动中，每笔在汉堡王的消费都会获赠一瓶免费的百事可乐汽水。百事可乐的慷慨之举与汉堡王的合作目标不谋而合，汉堡王正寻找一个能够提供“出色有效的促销支持”的合作伙伴。然而，该合同只维持了三年。部分原因在于百事可乐在餐饮运营方面的发展与其自家快餐部（现为名叫百胜餐饮集团（Yum! Brands）的独立企业）的衍生。合同终止后，汉堡王再次和可口可乐签订饮料供应合同。在与可口可乐再续前缘的同时，汉堡王推出了自1977年以来的首个重磅鸡肉三明治。这款全新童子鸡三明治（the new BK Broiler）是一种焙烤三明治，目标顾客为较注重健康的人士。这款三明治很快便风靡一时，并在其推出后的半年内，全系统每天售出超过100万份这样的三明治。
同年，汉堡王与华特迪士尼公司（the Walt Disney Company）签订了合作十部电影周边的合同，在品牌推广上大获成功。该合约包括《狮子王》（The Lion King）、《阿拉丁》（Aladdin）和《玩具总动员》（Toy Story）等迪士尼电影，签订时正值迪士尼业务重生的巅峰期。大都会随之推出了新的“汉堡王儿童俱乐部计划”（the BK Kid's Club program），并在儿童市场大展身手，业务发展出色。这一计划是自上世纪70年代推出的“汉堡王/汉堡王王国计划”（the Burger King/Burger King Kingdom program）以来首次大举推出、面向儿童的广告活动。在计划推出不到两个月时，就有超过100万名儿童注册，数量涨势惊人。
尽管大都会的众多举措都成功创造了额外销量和利润增长，公司发展也还是道阻且长。大都会首席执行官吉本斯因成功扭转汉堡王命运而被《财富》杂志评为“扭转乾坤第一人”，但一些新闻机构称其采取的战略转变存在问题，因为这剥夺了大都会的宝贵资产。

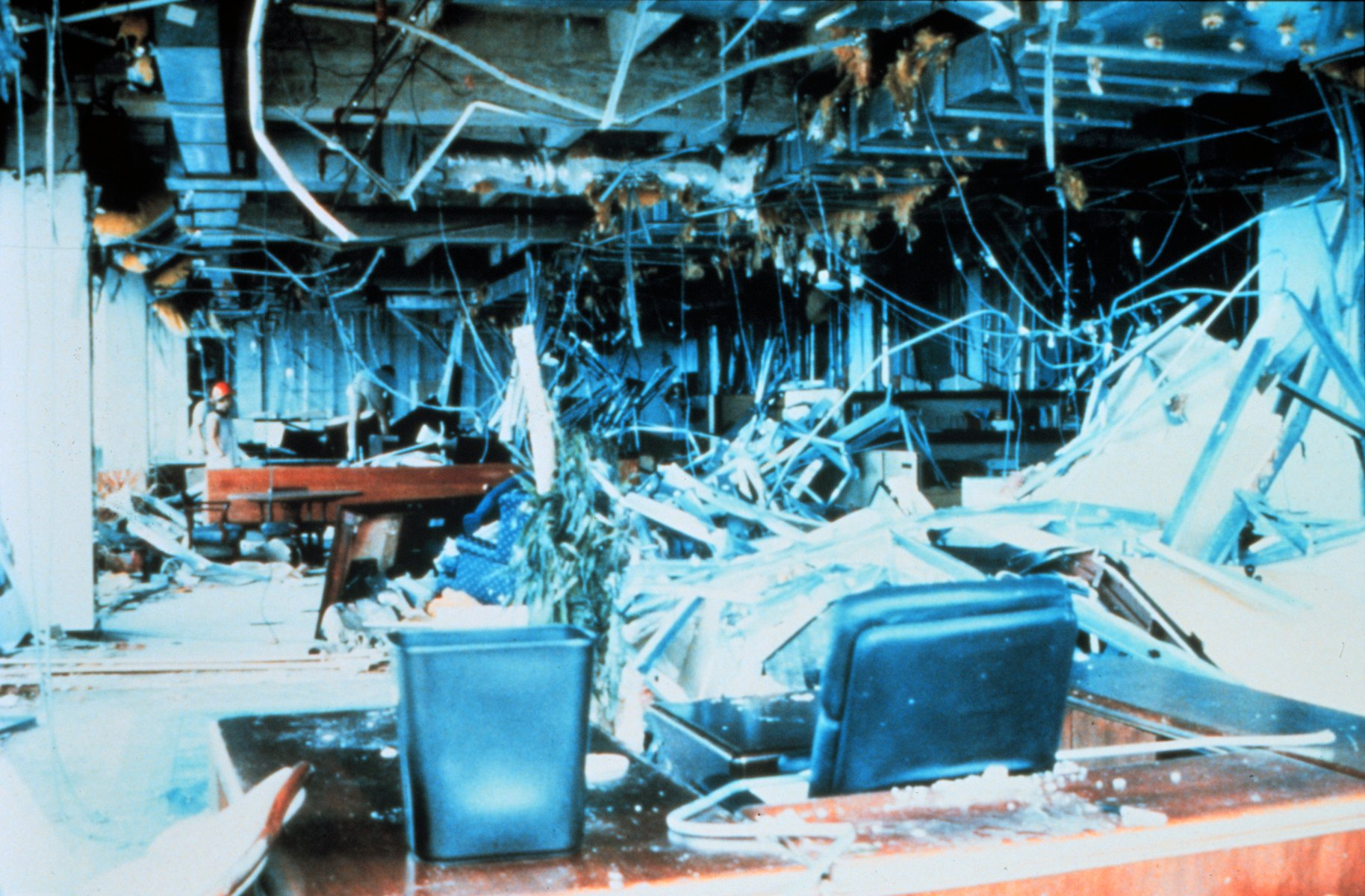
1992年安德鲁飓风（Hurricane Andrew）过后汉堡王总部的内部情况

1992 年，安德鲁飓风（Hurricane Andrew）摧毁了大都会总部。总部所在大楼位于美国迈阿密的老卡特勒路（Old Cutler Road），正处于飓风移动轨迹的中心位置。风暴潮的最高记录位于184街（尤里卡路（Eureka Drive））终点处的海岸线上，为16.9英尺。这栋大楼遭受了逾2400万美元的损失，并迫使大都会转移办公室，当时还恰逢该公司一次较重要的产品推广时期。大都会不但失去了办公室和设备，且其700多名员工中约有300人无家可归。风暴过后，吉本斯立即启动了一项计划，帮助大都会重回正轨。大都会的起死回生得益于其在飓风登陆前未雨绸缪：为保护重要记录，公司的后台数据在风暴来临前被转移至华盛顿州的西雅图（Seattle, Washington）；此外，在飓风过后不到八天，大都会就在迈阿密的多拉尔度假村和乡村俱乐部（Doral Resort and Country Club）建了一个临时“指挥中心”。大都会在暂将一些职能转移到地区办事处的同时，其他业务也得到了临时分散。一年多后，大楼最终得以重建，并于1993年9月开放。
吉本斯不仅修复了公司办公室，还优先让员工处理个人事务。他让员工的工作说明方式更加灵活，鼓励员工主动承担各种任务。大都会同时建立了一个日托系统，允许员工带娃上班。此外，员工可以根据需要进行长度自定的休假，以放松调整自我，着装要求也得到放宽。大都会还聘请了咨询师、保险专家、税务顾问、儿童护理顾问和建筑公司，帮助员工重新定位自己。大都会甚至为员工设置了紧急贷款。1993年，吉本斯厌倦了这个职位，并任命了新一任继承者。他先是辞去了大都会首席执行官的职位，而由他选定的继任者——原大都会首席运营官詹姆斯·B·亚当森（James B. Adamson）接替这一职位。吉本斯则一直担任董事长，直到离开大都会。
亚当森继续推进大都会的发展大计，向大学、加油站、机场和体育馆等新的市场领域拓展，以探寻新的销售渠道。在接下来一年半的时间里，他采取了一系列加强公司实力的举措，如在一场“返璞归真”活动中，他负责精简汉堡王的菜单；他还努力改善和加强与特许经营商的关系。这些举动使汉堡王在1995财年的销售额增长28%，同店销售额增长6%。1995年初，丹尼餐厅（Denny's）向亚当森抛出橄榄枝，邀请他做公司掌门人，于是他离开了大都会。大家认为他在离职前弥补了吉本斯留下的遗憾。离职后，其职位暂由大卫·纳什（David Nash）接替。同年7月，纳什升任大都会董事长，罗伯特·洛斯（Robert Lowes）担任大都会首席执行官。洛斯在不久后的11月也成为了大都会董事长。

### 帝亚吉欧公司
1997 年，大都会和健力士公司（Guinness）合并为英国帝亚吉欧公司（Diageo），交易价值220亿美元。特许经营商控诉帝亚吉欧只顾卖酒，而对汉堡王不闻不问。在大都会并入帝亚吉欧期间，又有两名首席执行官上任。
这种习惯性忽视进一步损害了汉堡王的品牌地位，进而给汉堡王的特许经营商造成了重大经济损失。到对外出售时，汉堡王的收益和市场份额已经大幅下降，并在美国汉堡连锁店市场跌至几乎与其对家温蒂（Wendy's）汉堡快餐连锁店并列第二的位置。在进入21世纪初的很长一段时间里，汉堡王及其各路所有者以及多数较大特许经营商关闭了许多业绩不佳的门店。由于品牌业绩问题，汉堡王几家最大的特许经营商宣告破产。
帝亚吉欧一直持有汉堡王的所有权。直到2000年，帝亚吉欧决定只专注于发展其饮料产品，并剥离汉堡王。2001年，帝亚吉欧提出将汉堡王约20%的股份放到纽约证券交易所（the NYSE）上市交易。汉堡王的特许经营代表组织——全国特许经营协会（The National Franchise Association，简称NFA）力图阻止这一交易，因其认为从中筹集到的任何资金都不会用于发展和重振汉堡王，而是最终会被帝亚吉欧用来发展其酒类品牌。该协会反而试图从帝亚吉欧手中收购汉堡王，但由于协会无法提出双方认可的融资方案，交易不得不以失败告终。
2月16日，公司宣布已向美国证券交易委员会提交IPO申请文件。2006年5月18日，汉堡王在纽约证券交易所上市交易，股票代码为 BKC。此次股票发行创收4.25亿美元，成为美国连锁餐厅史上规模最大的 IPO。出售股票的所得款项被用于偿还公司在2月向投资公司支付股息的贷款。复兴资本（Renaissance Capital）的一位分析师称，在2002年购买股票和发行股票的过渡期中，因为投资者们的行为加强了公司的财务稳定性，所以华尔街投资者并未对此巨额贷款感到震惊。即将上任的首席执行官John W. Chidsey表示支持股息贷款，并称公司花费了大量时间和资金来扭转局面。 
直到财政年度2008年中期，公司才首次在国内实现财务大幅增长，并且在接下来的十多个财务季度中，都实现了收入的增长和国内业务的扩张。2008年上半年，门店翻新计划被启动，预计在2008年7月，即财政年度2009年开始之前，更换或改造所有位于北美的汉堡王餐厅。 归功于此，公司在上一财年将销售额提高了5.4%，而其竞争对手麦当劳和百胜餐饮的增幅为 3%，但是该计划的总成本影响了公司 2008财年最后几个季度的收入来源。华尔街分析师最初预计汉堡王的净收入约为每股27美分，但公司报告却显示为每股盈利25美分。如此薄利在报告发布后使得汉堡王的股价暂时下跌。尽管利润低于预期且股价小幅下跌，但华尔街分析师对汉堡王的未来收益仍持乐观态度，因为他们认为门店翻新有助于未来利润。其中一位分析师表示，翻新计划将能收回成本。 
2009 年，随着汉堡王“20/20”的店面设计和“ 汉堡王皇堡酒吧（BK Whopper Bar）”的概念的出现，汉堡王引入了进一步现代化的计划。”20/20“的设计概念于 10 月 10 日在阿姆斯特丹正式亮相，它采用全新的设计，包含了鲜艳的色彩、波纹金属装饰和素色砖墙，旨在与休闲快餐店市场的其他连锁店竞争。作为概念的一部分，店内引入了新的广告系统，静态菜单板被替换为高清视频显示器。随着”20/20“的引入，未来所有汉堡王门店都将使用该设计风格。此外，任何未来的门店的装修也必须符合这个标准。不过，这个概念有一个主要缺陷：汉堡王门店的个体所有者需要承担相关成本，获取特许经营权的门店必须支付$300,000–$600,000才能将其翻新至汉堡王要求的规格。 
"皇堡酒吧（Whopper Bar）" 则是用更新颖的高端概念颠覆传统的快餐业务，旨在与其他休闲快餐店竞争。公司将这种新风格描述为给汉堡王原有的标准风格带来了一丝有趣的改变。餐厅设有开放式厨房，配有半圆形金属台面，顾客可以观看whopper的订单被放在一起的场景。开放式厨房的概念也让顾客们可以看到食物的准备过程。新门店的装饰只有在循环播放明火视频的等离子电视。这个概念类似于它的竞争对手麦当劳的概念，和麦当劳一样，它们的设计目标是能够进入购物中心、机场、赌场和其他空间有限的区域。 
2010年，汉堡王在美国开出了皇堡酒吧。据报道，这是汉堡王在其北美门店第一次提供啤酒购买服务。尽管啤酒可以在包括汉堡王在内的整个欧洲的快餐店买到，但这是第一次有大型连锁快餐店尝试在美国售卖啤酒。汉堡王将售卖南非米勒和安海斯-布希的啤酒，其中包括百威啤酒、百威淡啤和美乐淡啤，它们被装在铝瓶中保持温度。行业分析师认为这一针对30岁及以下的重要客户的行为是有风险的，因为汉堡王以快餐供应闻名，而不是酒精饮料的供应商。但其他行业顾问则不同意这一评估结果，他们认为这是一实用之举，因为汉堡王的客户年龄也在增长。

### 巴西投资公司3G资本

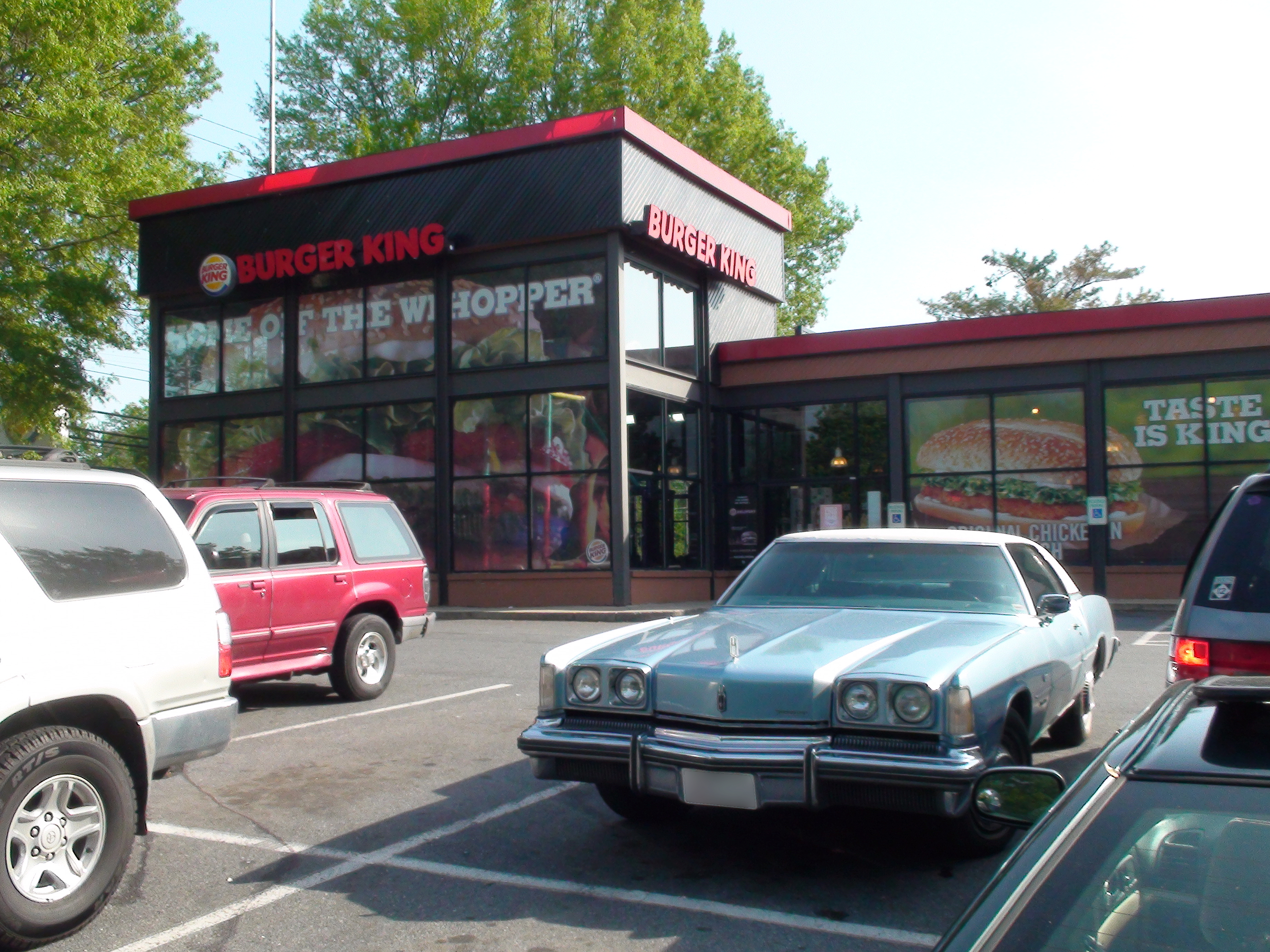
马里兰州谢迪格罗夫的一家汉堡王餐厅。

2010年9月，关于公司所有权的故事迎来了最新篇章。当时TPG资本及其合作伙伴宣布将以每股24美元或总计32.6亿美金的价格将其在汉堡王31% 股权出售给另一家私募股权公司3G资本。   2004年3月至2009年3月，公司经历了多个季度的连续盈利，为公司注入了新的活力，但随着2007年至2010年的金融危机，经济放缓，公司业务有所下滑，但值此期间，它的竞争对手麦当劳的业务却增长了。 包括摩根士丹利投资银行的约翰格拉斯和贝雅公司的大卫塔伦蒂诺在内的分析师认为，汉堡王业绩下滑的部分原因是其对狂热粉丝的持续依赖。 据市场研究公司Sandelman&Associates报告称，金融危机期间，狂热粉的去汉堡王的次数下降超过50% 。市场研究公司NPD集团的餐饮业分析师Bonnie Riggs报告称，18-24岁的顾客从快餐转向了休闲餐饮，这一行为加剧了汉堡王的业务下滑。 
TPG资本的报价比当时的股票售价高出46%，这令汉堡王首席执行官约翰奇德西感到很意外。这项拟议的售股计划预计帮助汉堡王恢复其基本的业务结构，同时努力缩小它与麦当劳的差距。 有分析师如此评价该交易：3G资本将不得不大量投资汉堡王以助其扭转命运。UBS的David Palmer表示，公司将需要与其庞大的特许经营权所有者们通力合作，以改变现状、稳定销售，这将耗时耗力。Stifel Nicolaus公司的Steve West表示，汉堡王将需要至少一年的时间来调整其基本面。 
在2010年10月3G资本完成对汉堡王的收购后，它便立即开始了公司重组。七名原高管被辞退，同时261名公司总部的员工被解雇。  Chidsey于2011年4月辞职，随后由3G资本的管理合伙人之一Alex Behring接替。首席执行官则由Bernardo Hees接任。 
公司重组后，3G资本还在2011-2012年间改变了公司运营的许多方面。其中之一是终止汉堡王与广告公司Crispin Porter + Bogusky的合作，取而代之的是与McGarryBowen 合作。此外公司还进行了菜单“重组”，首当其冲的则是改良版Chicken Tenders。其余新产品或改良产品也紧随其后。在特许经营方面，汉堡王模仿竞争对手赛百味和肯德基，开始出售大部分所有餐厅，以成为独家特许经营企业。3G资本还着手修复与其美国特许经营权的关系，在TPG资本控股时两者关系相当敌对。几起诉讼得以解决，与特许经营权的法人纠纷的有关政策被终止或修改。
2011年，他们与英国风险投资公司Justice Holdings合作，使公司再次上市。 通过特许经营他们还在金砖四国以及非洲启动了大规模的业务扩张，计划新增 2500 多个餐厅。    
2014年8月，汉堡王宣布收购加拿大餐厅和咖啡连锁店Tim Hortons。3G 资本以每股65.50美元的价格收购了Tims，于是一家位于加拿大安大略省奥克维尔的新控股公司成立。3G资本持有51%的多数股权，Tim Hortons的现有股东持有 22%，汉堡王的股东持有 27% 的股权。伯克希尔哈撒韦公司通过购买价值30亿美元的优先股为此次收购提供了部分资金。汉堡王首席执行官Daniel Schwartz成为公司首席执行官，现任Tims首席执行官的Marc Caira成为公司副董事长兼董事。这两家连锁店在合并后保留了独立的业务，汉堡王仍留在其迈阿密总部。该交易获得了Tims的股东和加拿大监管机构的批准。  其中一位代表表示，此拟议合并将使Tims能够利用汉堡王的资源实现国际增长。这家合并后的公司成为了国际第三大快餐连锁店。  而1995年至2005年间，Tims一直归汉堡王的竞争对手Wendy's Restaurants所有。
尽管“税收倒置”（指企业通过改变注册地的方式，将其总部迁至低税率国家以减少其缴纳的税款，但大部分业务仍留在原先所在地）已成为最近的财务趋势，但汉堡王在加拿大重新注册并没有产生巨大影响：尽管美国的公司税率为39.1%而加拿大的公司税率为26%，但汉堡王通过各种避税手段将其税率降至27.5%。作为税收倒置的著名案例，汉堡王和Tims的合并受到了美国政界人士的批评，他们认为此举将导致外国利益的税收损失，并可能导致政府进一步反对税收倒置（在汉堡王合并前，这种情况主要由制药公司引起）。    

## 时间线

### 关键日期
这些关键日期包括：
- 1953年：Insta-Burger King由Keith Kramer和Matthew Burns在佛罗里达州杰克逊维尔创立。 [3]
- 1954年： James McLamore和David Edgerton收购了 Insta-Burger King并将其重新命名为Burger King。 [3] [4]
- 1955年：汉堡王logo诞生。 [5]
- 1957年："皇堡"诞生。 [4]
- 1958年：汉堡王发布了第一个电视广告。 [5] [88]
- 1959年：建立特许经营体系。 [4]
- 1967年：Pillsbury公司以1800 万美元（2014 年通货膨胀调整后为 1.283 亿美元）收购汉堡王，它不再作为一个独立经济实体。 [4] [89]
- 1977年： 来自竞争对手麦当劳的唐纳德· N·史密斯被挖来帮助重组公司及其特许经营系统。 [3] [4]
- 1980年：史密斯离开公司加入百事可乐。 [12]
- 1981年： Norman E. Brinker被任命为Pillsbury餐饮部门的负责人，其中包括汉堡王。 [14]
- 1982年：汉堡王制作了第一批攻击性广告，贬低其竞争对手的油炸汉堡。 [4] [14]
- 1984年：Brinker在收购Chili's后离开公司。 [14]
- 1989年：Pillsbury 被英国酒类公司Grand Metropolitan以57亿美元/3.6英镑的价格收购。 [4] [23] [90]
- 1996年：公司联合创始人James McLamore去世。 [2]
- 1997年：Grand Metropolitan 和Guinness以220亿美元/139亿英镑合并，新母公司帝亚吉欧成立。 [4][53][90]
- 2000年：帝亚吉欧调查了公司首次公开募股或出售的可能性。 [91]
- 2001年：一家北美特许经营集团寻求收购该公司。 [92] [93]
- 2002年：资本投资公司Texas Pacific Group以最初价值 220美元/140英镑的价格从帝亚吉欧手中收购汉堡王。 [91] [90]
  - TPG和帝亚吉欧之间的交易差点失败，但最终以160亿美元/10亿英镑的价格成交。 [4] [94] [90]
- 2006年：汉堡王在纽约证券交易所上市，股票代码为 BKC，当时该连锁店在IPO中上市。 [5]
- 2009年：公司在北京开设第12,000家门店。 [95]
- 2010年：总部位于巴西的3G资本以 32.6美元/56亿巴西雷亚尔的价格收购汉堡王。 [5] [96]
- 2011年：汉堡王开始对其菜单和广告进行为期一年的改造。 [97]
- 2012年：汉堡王再次在纽约证券交易所上市，股票代码为BKW。 [98]
- 2014年：汉堡王与加拿大甜甜圈/咖啡连锁店Tim Hortons合并，交易价值180亿美元/196亿加元。 [99] [100]
- 2019年：汉堡王计划每年关闭多达250个低流量门店，计划将于2020年生效。 [101]

### 所有权变更历史
自1954年成立以来，汉堡王经历了五次所有权变更。其中，在 Grand Metropolitan接手期间，Grand Met于1997年与 Guinness合并，成立了一家新公司 Diageo。  TPG资本与贝恩资本和高盛共享股份，后两个公司均持有少数股份。 3G资本控股期间，汉堡王连锁店在2012年再次上市，其中29%的股权出售给了英国的Justice Holdings公司。  当汉堡王于2014年与Tim Hortons合并时，伯克希尔哈撒韦公司收购了新合并的连锁店，作为债务股权融资交易的一部分。 
| 所有权            | 开始   | 结束   | 关键人物                       | 注释                |
| ----------------- | ------ | ------ | ------------------------------ | ------------------- |
| Insta-Burger King | 1953年 | 1959年 | 基思·克莱默，肯尼斯·伯恩斯     | [ 3 ] [ 4 ]         |
| 汉堡王            | 1959年 | 1967年 | 詹姆斯·麦克拉摩，大卫·R·埃哲顿 | [ 3 ] [ 4 ]         |
| Pillsbury         | 1967年 | 1988年 | 唐纳德·N·史密斯、诺曼·E·布林克 | [ 3 ] [ 4 ]         |
| 大都会/帝亚吉欧   | 1988年 | 2002年 |                                | [ 4 ] [ 23 ]        |
| TPG资本           | 2002年 | 2010年 |                                | [ 4 ] [ 91 ] [ 94 ] |
| 3G资本            | 2010年 | 至今   |                                | [ 5 ]               |

### 汉堡王历任CEO
汉堡王自成立起，历任CEO共超过20任。
| 姓名                 | 上任时间 | 卸任时间                | 所有权归属              | 职位                 |
| -------------------- | --- | ----------------------- | ----------------------- | -------------------- |
| Adamson James B.     | 1993年7月21日 | 1995年1月12日           | 大都会                  |                      |
| Blum, Brad           | 2002年12月19日 | 2004年7月2日            | TPG资本                 |                      |
| Brenneman, Greg D.   | 2004年7月13日 | 2006年4月2日            | 帝亚吉欧/TPG资本        | 董事长，CEO          |
| Brinker, Norman E.   | 1982年6月1日 | 1984年                  | Pillsbury               | 董事长，CEO          |
| Campbell, J. Jeffery | 1984年 | 1986年7月21日           | Pillsbury               | 董事长，CEO          |
| Chidsey, John W.     | 2006年4月2日 | 2010年4月1日            | TPG资本                 |                      |
| Dasburg, John        | 2001年4月1日 | 2002年12月19日          | 帝亚吉欧                | 董事长, 总裁， CEO   |
| Gibbons, Barry J.    | 1989年1月17日 | 1993年7月21日           | 大都会                  |                      |
| Hees, Bernardo       | 2010年4月1日 | 2014年6月13日           | 3G资本                  |                      |
| Levin, Jerry W.      | 1988年10月19日 | 1989年1月17日           | 大都会                  |                      |
| Lowes, Robert C.     | 1995年7月13日 | 1997年3月13日           | 大都会                  |                      |
| McLamore, James      | 999999999999-99-99-0000 | 999999999999-99-99-0000 | Burger King Corporation | 董事长, 总裁，创立者 |
| Malamatinas, Dennis  | 1997年3月13日 | 2000年8月30日           | 大都会                  |                      |
| Nash, David          | 1995年1月12日 | 1995年7月13日           | 大都会                  | 临时 CEO             |
| Neeb, Louis P.       | 1980年8月1日 "Burger King Corp. replaces chairman" （页面存档备份，存于）. New York Times. Retrieved 11 November 2014.</ref> | 1982年6月1日            | Pillsbury               | 董事长，CEO          |
| Olcott, Charles      | 1986年7月21日 | 1988年10月19日          | Pillsbury/大都会        |                      |
| Paszat, Leselie      | 1976年6月 | 1976年11月              | Pillsbury               | 董事长，CEO          |
| Rosewall, Arthur A.  | 1972年 | 1976年6月               | Pillsbury               | 董事长，CEO          |
| Schwartz, Daniel     | 2014年6月13日 | Current                 | 3G资本                  |                      |
| Storm, Colin         | 2000年8月30日 | 2001年4月1日            | 帝亚吉欧                | 临时CEO              |
| Smith, Donald N.     | 1978年1月3日 | 1980年7月31日           | Pillsbury               |                      |